# Samarska oblast
Samarska oblast (rus. Сама́рская о́бласть) jedna je od 46 oblasti u Ruskoj Federaciji. Upravno središte nalazi se u gradu Samari. Prema popisu stanovništva iz 2010. godine u njoj je živjelo 3,215.532 žitelja.